# (275264) Krisztike
(275264) Krisztike est un astéroïde de la ceinture principale.

## Description
(275264) Krisztike est un astéroïde de la ceinture principale. Il fut découvert le 9 janvier 2010 à Mayhill par Stefan Kürti. Il présente une orbite caractérisée par un demi-grand axe de 3,18 UA, une excentricité de 0,06 et une inclinaison de 10,0° par rapport à l'écliptique.

## Compléments